# 紀元前419年
紀元前419年（きげんぜん419ねん）は、ローマ暦の年である。
当時は、「ラナトゥス、ルティルス、トリキピティヌス、アクシラが護民官に就任した年」として知られていた（もしくは、それほど使われてはいないが、ローマ建国紀元335年）。紀年法として西暦（キリスト紀元）がヨーロッパで広く普及した中世時代初期以降、この年は紀元前419年と表記されるのが一般的となった。

## 他の紀年法
- 干支 : 壬戌
- 日本
  - 皇紀242年
  - 孝昭天皇57年
- 中国
  - 周 - 威烈王7年
  - 秦 - 霊公6年
  - 晋 - 幽公15年
  - 楚 - 簡王13年
  - 斉 - 宣公37年
  - 燕 - 閔公20年
  - 趙 - 献侯5年
  - 魏 - 文侯27年
  - 韓 - 武子6年
- 朝鮮
  - 檀紀1915年
- ベトナム :
- 仏滅紀元 : 126年
- ユダヤ暦 : 3342年 - 3343年

## できごと

### ギリシア
- ニキアスの和約が依然として有効であったにもかかわらず、スパルタ王アギス2世は、ピロスに強力な兵力を集め、北側から夜間に行軍し、アルゴスへと向かった。同盟していたボイオーティア勢は、アギス2世の動きについていけなかったが、アギス2世は単独で、アルゴスと新たな条約を結ぶことに成功した。

### 演劇
- エウリピデスの悲劇『アンドロマケ (Andromache)』が上演された。
- ソポクレスの悲劇『エレクトラ』が上演された。この作品はアイスキュロスの悲劇『オレステイア』の「供養する女たち」から主題を採ったものであった。